# 경상북도영덕교육지원청
경상북도영덕교육지원청(慶尙北道盈德敎育支援廳, Yeongdeok Office of Education)은 경상북도 영덕군을 관할하는 경상북도교육청 산하의 교육지원청이다.
교육장은 장학관으로 보한다.

## 산하 기관

### 초등학교
| - 강구초등학교 - 남정초등학교 - 병곡초등학교 - 영덕야성초등학교 매정분교 - 영덕야성초등학교 창포분교 | - 영덕초등학교 - 영해초등학교 - 원황초등학교 | - 지품초등학교 - 창수초등학교 - 인천분교 | - 축산항초등학교 - 경정분교 |

### 중학교
| - 강구중학교 - 남정중학교 | - 병곡중학교 - 영덕여자중학교 | - 영덕중학교 - 영해중학교 | - 지품중학교 - 축산중학교 |